# Thomas Thynne, 2. Marquess of Bath

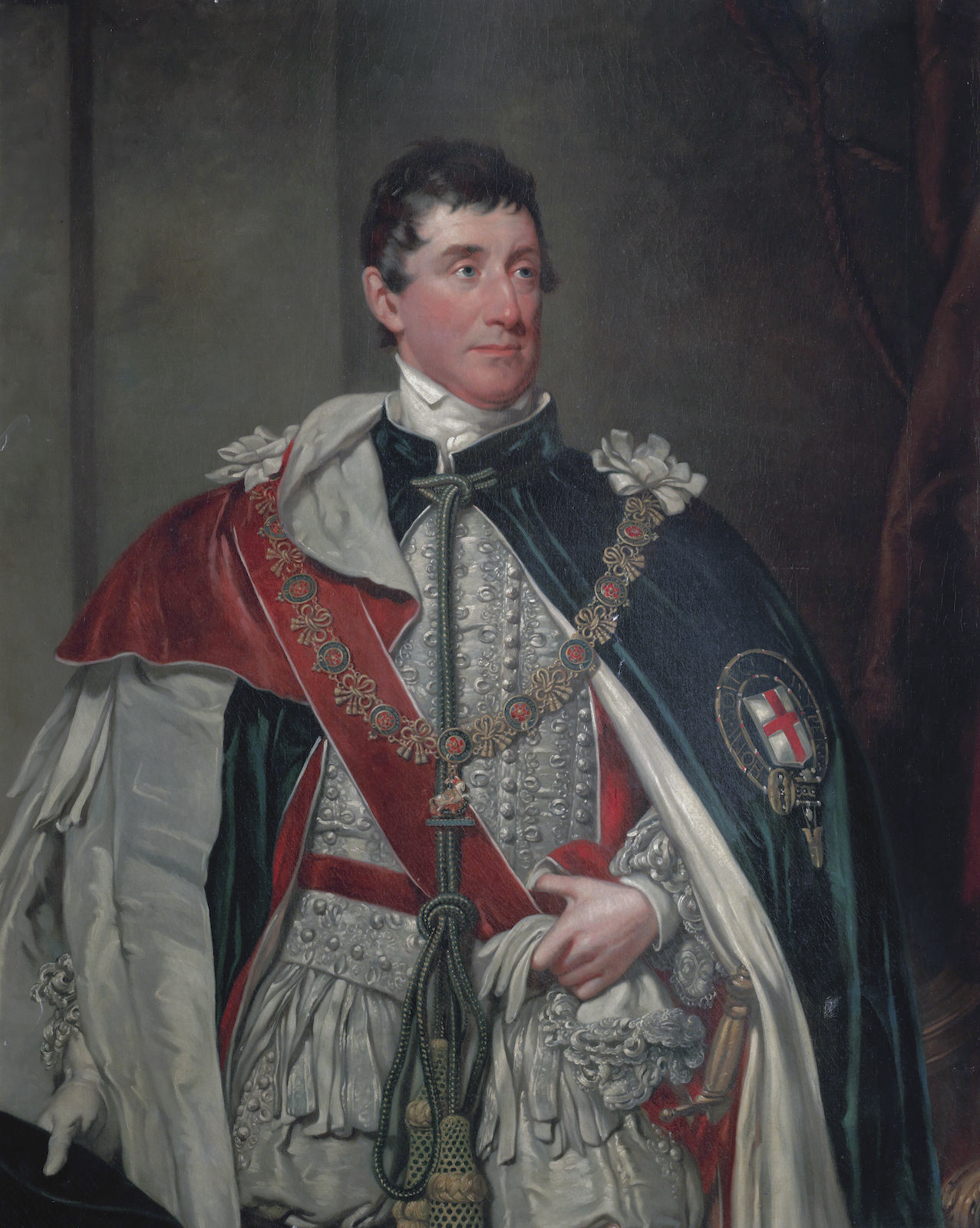
Thomas Thynne, 2. Marquess of Bath

Thomas Thynne, 2. Marquess of Bath KG (* 25. Januar 1765; † 27. März 1837 in London) war ein britischer Adliger und Politiker.

## Herkunft und Jugend
Thomas Thynne war der älteste Sohn des Thomas Thynne, 3. Viscount Weymouth, aus dessen Ehe mit Lady Elizabeth Cavendish-Bentinck, einer Tochter des William Bentinck, 2. Duke of Portland. Er besuchte ab 1773 das Winchester College und studierte 1785 am St John’s College der Universität Cambridge, wo er 1787 einen Abschluss als Master machte. Seit sein Vater 1789 zum Marquess of Bath erhoben worden war, führte er als dessen Heir apparent den Höflichkeitstitel Viscount Weymouth.

## Leben
Bei der Unterhauswahl am 22. April 1786 wurde er als Abgeordneter für Weobley in Hertfordshire, das politisch völlig von seiner Familie kontrolliert wurde, ins House of Commons gewählt. Als Tory unterstützte er die Regierung Pitt und wurde 1790 als Abgeordneter für Weobley wiedergewählt, nahm jedoch nach dem Rückzug von John Sebright, des bisherigen Kandidaten von Bath, das dortige Mandat an. Im House of Commons blieb er ein unauffälliger Abgeordneter, bis er beim Tod seines Vaters am 19. November 1796 dessen Titel erbte, Mitglied des House of Lords wurde und aus dem House of Commons ausschied. An den Sitzungen des House of Lords nahm er selten teil, unterstützte jedoch jeweils die Regierungen. Im Mai 1804 lehnte er das Amt des Chamberlain of the Royal Household mit der Begründung ab, dass bereits seine beiden jüngeren Brüder George und John hohe Hofämter innehätten. 1799 trat er als Lieutenant des Yeomanry-Cavalry-Regiments von Wiltshire in die British Army ein und stieg 1811 im Rang eines Lieutenant-Colonel Kommandant dieser Einheit. Ab 1819 amtierte er als Lord Lieutenant von Somerset. Am 16. Juli 1823 wurde er als Knight Companion in den Hosenbandorden aufgenommen.

## Heirat und Nachkommen
Am 24. April 1794 heiratete er in London Hon. Isabella Elizabeth Byng (1773–1830), eine Tochter und Miterbin von George Byng, 4. Viscount Torrington. Er hatte mit ihr acht Söhne und drei Töchter, darunter:
- Lady Elizabeth Thynne (1795–1866) ⚭ John Campbell, 2. Baron Cawdor;
- Thomas Thynne, Viscount Weymouth (1796–1837);
- Henry Frederick Thynne, 3. Marquess of Bath (1797–1837);
- Rev. Lord John Thynne (1798–1881);
- Lady Louisa Thynne (1801–1859) ⚭ Henry Lascelles, 3. Earl of Harewood;
- Lord William Thynne (1803–1890);
- Lord Edward Thynne (1807–1884);
- Lady Charlotte Anne Thynne (1811–1895) ⚭ Walter Montagu-Douglas-Scott, 5. Duke of Buccleuch;
- Lord Charles Thynne (1813–1894).

Er wurde in Longleat begraben. Da sein ältester Sohn Thomas nur wenige Wochen vor ihm verstorben war, erbte sein zweiter Sohn Henry den Titel Marquess of Bath.